# Marc Pataut
Marc Pataut (* 1952 in Paris) ist ein französischer Fotograf.

## Leben und Werk
Marc Pataut hat Beginn der 1970er Jahre an der École nationale supérieure des beaux-arts de Paris bei Étienne Martin studiert und ist dort seit 2001 Professor. Marc Pataut ist der Gründer des Kollektivs Ne Pas Plier.
Eines seiner bekannten fotografischen Projekte ist Images du Cornillon sur le terrain, welches 1997 auf der documenta X ausgestellt wurde. Pataut dokumentierte über einen längeren Zeitraum den Wandel des 25 Hektar großen Gebiets Cornillon nahe der Stadt Saint Denis nördlich von Paris. Angekündigt im Jahre 1993, wurde dort das Stade de France für die Fußball-Weltmeisterschaft 1998 gebaut.

„Mit dieser Arbeit will ich zeigen, welche Distanz möglich ist zwischen einer über die Medien verbreiteten Sprache, (einem Diskurs, einem Projekt), die über die nötige Macht und die geeigneten Mittel verfügt, sich Ausdruck zu verschaffen (die Sprache der Politiker, Architekten, der Journalisten …), und einer Sprache ohne festen Wohnsitz, einer Alltagssprache (der Handlungen, der Ereignisse, der Tatsachen), eine andere Sprache, die dem gleichen Ort, der gleichen Gegend, der gleichen Stadt entstammt.“